# Gustavo Morínigo
Gustavo Morínigo (Coronel Oviedo, Paraguay, 23 de enero de 1977) es un exfutbolista y actual entrenador paraguayo. Jugaba de mediocampista y actualmente es entrenador del Club Sportivo Luqueño de la Primera División de Paraguay.

## Trayectoria

### Como futbolista
Formó parte del seleccionado paraguayo (tanto en la sub-20 como en la adulta). Con la selección paraguaya sub-20, disputó la Copa Mundial de Fútbol Juvenil de 1997 y con el seleccionado adulto, jugó la Copa América de Colombia 2001 y la Copa Mundial de Fútbol Corea del Sur y Japón 2002.

### Como entrenador
Morínigo asumió como entrenador de Nacional de Paraguay, faltando pocas fechas para terminar el Torneo Apertura 2012, en el Torneo Clausura del mismo año logró el vicecampeonato consiguiendo así gran admiración de colegas y periodistas, lo que sirvió para que fuera elegido como "Mejor Director Técnico del Año 2012."
En el Torneo Apertura 2013 logra el título de campeón del fútbol paraguayo, consagrándose ya 5 fechas antes de la culminación del mismo. En este impresionante campeonato, su equipo ganó 15 partidos, empató 1 y perdió tan solo 6, haciéndose con 46 puntos en 22 partidos jugados.
En el 2014 consiguió por primera vez llevar al club Nacional a la final de la Copa Libertadores de América. Se convierte así en el segundo técnico nacido en Paraguay en disputar la final.
En todos estos años (2012, 2013, 2014) fue elegido como mejor entrenador paraguayo, recibiendo en el 2014 la medalla "Manuel Fleitas Solich" como mejor entrenador paraguayo. Otorgado por la APF.
En el año 2015 asume como entrenador de la selección paraguaya sub-20.
El 15 de abril de 2016 asume como entrenador de Cerro Porteño. El 15 de julio de 2016 fue cesado como entrenador de Cerro Porteño.
El 2 de agosto del 2016 asume como entrenador de la distintas categoría de la Selección Paraguaya. Empezó en la selección de fútbol sub-15 de Paraguay, también asumió en las categorías sub-17, sub-20, sub-23 y la selección mayor por las siguientes 4 temporadas.
El 25 de septiembre de 2020 asumió como entrenador del club Libertad de la Primera División de Paraguay para encarar lo que resta del Torneo Apertura 2020 y Copa Libertadores 2020, así como el Torneo Clausura 2020.

## Clubes

### Como futbolista
| Club               | País      | Año         |
| ------------------ | --------- | ----------- |
| Libertad           | Paraguay  | 1996 - 1998 |
| Guaraní            | Paraguay  | 1999 - 2000 |
| Libertad           | Paraguay  | 2001 - 2004 |
| Argentinos Juniors | Argentina | 2004 - 2005 |
| Libertad           | Paraguay  | 2005        |
| Deportivo Cali     | Colombia  | 2006        |
| Cerro Porteño      | Paraguay  | 2007        |
| Nacional           | Paraguay  | 2007 - 2012 |

### Como entrenador
| Club                       | País     | Año         |
| -------------------------- | -------- | ----------- |
| Nacional                   | Paraguay | 2012 - 2015 |
| Selección Paraguaya Sub-20 | Paraguay | 2015 - 2016 |
| Cerro Porteño              | Paraguay | 2016        |
| Selección Paraguaya Sub-15 | Paraguay | 2016        |
| Selección Paraguaya Sub-20 | Paraguay | 2017        |
| Selección Paraguaya Sub-17 | Paraguay | 2017        |
| Selección Paraguaya        | Paraguay | 2017 - 2018 |
| Selección Paraguaya Sub-15 | Paraguay | 2018        |
| Selección Paraguaya Sub-20 | Paraguay | 2019        |
| Selección Paraguaya Sub-17 | Paraguay | 2019        |
| Selección Paraguaya Sub-23 | Paraguay | 2019 -2020  |
| Selección Paraguaya Sub-15 | Paraguay | 2020        |
| Libertad                   | Paraguay | 2020        |
| Coritiba                   | Brasil   | 2021 - 2022 |
| Ceará                      | Brasil   | 2022 - 2023 |
| Avaí FC                    | Brasil   | 2023        |
| Club Remo                  | Brasil   | 2024        |
| Club Sportivo Luqueño      | Paraguay | 2025        |

#### Partidos dirigidos en la Selección paraguaya
En el 2018, Morinigo asume de forma interina la selección mayor.
| # | Fecha               | Lugar     | Rival          | Resultado | Competición | Goleadores (Sólo los de Paraguay) |
| - | ------------------- | --------- | -------------- | --------- | ----------- | --------------------------------- |
| 1 | 27 de marzo de 2018 | Cary      | Estados Unidos | 0-1       | Amistoso    |                                   |
| 2 | 12 de junio de 2018 | Innsbruck | Japón          | 2-4       | Amistoso    | Ó. Romero y R. Ortiz              |

- Se menciona en primer término el marcador registrado por el conjunto paraguayo.

#### Estadísticas en la Selección Paraguaya como DT
Actualizado al 13 de junio 2018 (2 partidos-total)
| Óscar Romero Villamayor | Shanghái Shenhua | 1 | 2 |
| Richard Ortiz           | Olimpia          | 1 | 2 |

| Óscar Romero Villamayor  | Shanghái Shenhua   | 2 | 1 |
| Richard Ortiz            | Olimpia            | 2 | 1 |
| Gustavo Gómez Portillo   | Milan              | 2 | 0 |
| Fabián Balbuena          | Corinthians        | 2 | 0 |
| Junior Alonso            | Lille              | 2 | 0 |
| Federico Santander       | Copenhague         | 2 | 0 |
| Bruno Valdez             | América            | 2 | 0 |
| Roberto Junior Fernández | Botafogo           | 1 | 0 |
| Rodrigo Rojas            | Cerro Porteño      | 1 | 0 |
| Cristian Riveros         | Libertad           | 1 | 0 |
| Néstor Camacho           | Olimpia            | 1 | 0 |
| Miguel Almirón           | Atlanta United     | 1 | 0 |
| Hernán Arsenio Pérez     | Alavés             | 1 | 0 |
| Cecilio Domínguez        | América            | 1 | 0 |
| Derlis González          | Dinamo de Kiev     | 1 | 0 |
| Justo Villar             | Nacional           | 1 | 0 |
| Alan Benítez             | Libertad           | 1 | 0 |
| Ángel Cardozo Lucena     | Libertad           | 1 | 0 |
| Richard Sánchez          | Olimpia            | 1 | 0 |
| Antonio Bareiro          | Libertad           | 1 | 0 |
| Alfredo Aguilar          | Olimpia            | 1 | 0 |
| Ángel Romero Villamayor  | Corinthians        | 1 | 0 |
| William Mendieta         | Olimpia            | 1 | 0 |
| Antonio Sanabria         | Real Betis         | 1 | 0 |
| Alejandro Romero Gamarra | New York Red Bulls | 1 | 0 |

## Palmarés

### Como entrenador
| Título                | Equipo     | País     | Año  |
| --------------------- | ---------- | -------- | ---- |
| Torneo Apertura       | Nacional   | Paraguay | 2013 |
| Campeonato Paranaense | Coritiba   | Brasil   | 2022 |
| Copa do Nordeste      | Club Ceará | Brasil   | 2023 |